# سيكلين
السيكلين (بالإنجليزية: Cyclin)‏ هي عائلة بروتينية مسؤولة عن التحكم في عملية تطور الخلايا خلال الدورة الخلوية عن طريق تنشيط إنزيمات الكيناز المعتمدة على السيكلين (CDK).

## أصل الكلمة
اكتشف السكلين في الأصل على يد ريتشارد تيموثي هانت بحلول سنة 1982، كان ذلك أثناء إجرائه لدراسة على دورة خلايا قنافذ البحر. في مقابلة مع برنامج الحياة العلمية (بالإنجليزية: The Life Scientific)‏ (بثت في 13 ديسمبر 2011) استضافه فيها جيم الخليلي، أوضح هانت أن اسم ال«سيكلين» قد اشتق من اسم هواية ركوب الدراجات (بالإنجليزية: cycling)‏ التي كان يمارسها. لم تظهر أهميتها في دورة الخلية إلا بعد التسمية. ليبقى الاسم وعلى سهولته عالقا. يقول تيموثي هانت في الجانب: «اسم السيكلين الذي قمت بصياغته وأطلقته عليها، كان في الحقيقة مزحة، ذلك لأني كنت أحب حينها هواية ركوب الدراجات، لكن لأنهم أيضا كانت تأتي وتذهب داخل الخلية...».
فازا تيموثي هانت إلى جانب كل من ليلاند هارتوال وبول نرس بحلول سنة 2001 بجائزة نوبل في الطب أو علم وظائف الأعضاء نظير اكتشافهم للسيكلين والكيناز المعتمد على السيكلين.

## الوظيفة

التعبير عن السيكلينات خلال دورة الخلية عند البشر.

سميت السيكلينات في الأصل لأن تركيزها يختلف
بشكل دوري خلال دورة الخلية (لاحظ أن السيكلينات، يتم تصنيفها الآن وفقا لبنية الإطار الحافظ للسيكلين وأن كل هذه السيكلينات لا تتغير في جميع مراحل دورة الخلية). تعمل تقلبات السيكلينات وهي التذبذبات الحاصلة في التعبير عن جين السيكلين واتلافه بواسطة مسار البروتوزوم الوسيط عبر الأبوكويتين، على تحفز تذبذبات في نشاط الكيناز المعتمد على السيكلين (Cdk) لدفع دورة الخلية. يشكل السيكلين مركبا مع الكيناز المعتمدة على السيكلين، الشئ الذي يبدأ في تنشيطه، لكن التنشيط الكامل يتطلب عملية الفسفرة أيضا. يؤدي المركب الناتج إلى تفعيل الموقع النشط لانزيمات الكيناز المعتمدة على السيكلين. السيكلينات نفسها ليس لها نشاط إنزيمي، ولكنها تمتلك مواقع ارتباط لبعض الركائز وأخرى لاستهداف انزيمات الكيناز المعتمدة على السيكلين في مواقع محددة من الخلايا.
تشكل السيكلينات بعد ارتباطها بانزيمات الكيناز التابعة لها، مثل بروتينات الp34 أو cdc2 أو cdk1، ما يسمى عوامل تعزيز النضج (أو أيضا عوامل تعزيز الانقسام). حيث تقوم هذه الأخيرة بتنشيط البروتينات الأخرى من خلال عملية الفسفرة. هذه البروتينات المفسفرة تكون بدورها مسؤولة عن أحداث معينة تترافق مع دورة الانقسام، على غرار تشكيل الأنابيب الدقيقة وإعادة تشكيل الكروماتين. يمكن تقسيم السيكلين إلى أربع فئات بناء على سلوكها في دورة الخلايا الجسدية للفقاريات وخلايا الخميرة: سيكلينات G1، سيكلينات G1 أو S، سيكلينات S، وسيكلينات M. يكون هذا التقسيم مفيدا عند الحديث عن معظم دورات الخلية، لكنه ليس كلها، ذلك لأن بعض السيكلينات لها وظائف مختلفة أو توقيت مختلف حسب نوع الخلايا.
يرتفع افراز سكلينات G1 أو S خلال أواخر المرحلة G1 ويقل خلال أوائل المرحلة S. يبدأ المركب الناتج عن ارتباط السيكلينات G1 أو S بأنزيمات الكيناز المعتمدة عليها، في تحفيز العمليات الأولى لتنسخ الحمض النووي؛ بشكل رئيسي عن طريق إيقاف عمل المنظومات التي تمنع نشاط الكيناز المعتمد على السكلين. في نفس الوقت، يعمل السيكلين أيضا على تعزيز أنشطة أخرى لدفع دورة الخلية، على غرار مضاعفة الجسيم المركزي عند الفقاريات أو جسم القطب المغزلي لدى الخميرة. يترافق ارتفاع السيكلينات G1 أو S مع زيادة في السيكلينات S.
لا تتصرف السيكلينات G1 مثلها مثل باقي السيكلينات الأخرى، حيث تزداد التركيزات تدريجيا)بدون تذبذب (، طوال دورة الخلية بناء على نمو الخلايا وكذا إشارات تنظيم النمو الخارجية. مع دخول دورة خلية جديدة، يؤدي وجود السيكلينات G إلى تنسيق نمو الخلية.
يؤدي ارتباط السيكلينات S بالكيناز المعتمدة عليها بشكل مباشر إلى تضاعف الحمض النووي. تبقى مستويات السيكلينات مرتفعة، ليس فقط خلال المرحلة S، بل أيضا خلال مرحلة G2 وكذا الانقسام القبلي وذلك لتشجيع الأحداث المبكرة خلال عملية الانقسام.
تزداد تركيزات السيكلين M عندما تبدأ الخلية في الانقسام، حيث يصل تركيزها إلى أقصى حد خلال
الطور الوسيط. يحدث مركب السيكلين-كيناز المعتمد على السكلين الناتج تغييرات خلوية في دورة الخلية، مثل تجميع مغازل الانقسام التفتلي ومحاذاة الكروماتيدات الشقيقة على طول المغازل. يتسبب تدمير السيكلينات M أثناء الطورين الوسيط والانفصالي، في خروج الانقسام الخلوي والسيتوبلازمي.
يمكن قياس التعبير عن السيكلينات المكتشفة عن طريق الكيميائية المناعية الخلوية داخل خلايا الفرد، سواء فيما يتعلق بالمحتوى الخلوي من الحمض النووي (مرحلة دورة الخلية)، أو أيضا ببدء وانتهاء تضاعف الحمض النووي خلال المرحلة S، يمكن قياسه بواسطة تقنية قياس التدفق الخلوي.
تقوم الفيروسة الهربسية ساركوما كابوزي (فيروس الهربس المرتبط بساركوما كابوزي) على تشفير سيكلين من النوع D (ORF72) يرتبط بانزيم الكيناز 6 المعتمد على السيكلين، والذي من المحتمل أن يسهم في حدوث السرطانات المرتبطة بفيروس الهربس المرتبط بساركوما كابوزي (بالإنجليزية: KSHV)‏.